# Jimmy DeGrasso
Jimmy DeGrasso (Bethlehem, 16 marzo 1963) è un batterista statunitense.
Batterista dotato di grande tecnica, ha collaborato con molti artisti famosi in ambito heavy metal.
Jimmy è stato impegnato in diversi clinics per la Pearl Musical Instrument Company.

## Carriera
Dopo aver tenuto un provino per entrare nella band di Ozzy Osbourne durante le registrazioni dell'album The Ultimate Sin, DeGrasso inizia con gli Y&T, gruppo fondato dal cantante/chitarrista Dave Meniketti che diede una grande notorietà al batterista in ambito musicale. Con la band pubblica cinque dischi e ha modo di conoscere Stef Burns (chitarrista virtuoso che suonerà anche con il cantante emiliano Vasco Rossi), unitosi al gruppo nel 1990. Con Burns entrerà successivamente nella band di Alice Cooper, apparendo tra l'altro nel film Fusi di testa (Wayne's World).
Nel 1991 si unisce per un breve periodo di tempo ai White Lion per il tour promozionale dell'album Mane Attraction, in seguito alla dipartita del batterista originario Greg D'Angelo.
Nel 1994 approda nella band punk metal dei Suicidal Tendencies, incidendo il disco Suicidal For Life, mentre nel 1995 fece conoscenza con Dave Mustaine, cantante/chitarrista dei Megadeth che fondò un progetto parallelo chiamato MD.45, con il cantante Lee Ving e il bassista Kelly Lemieux. Il gruppo ha pubblicato un solo disco, The Craving, il cui genere è un heavy metal con influenze di Motörhead e Iron Maiden. Jimmy esegue una buona prestazione, specie nei brani Voices, No Pain e nella strumentale Segue, brano alquanto buffo e bizzarro (con tanto di musiche da circo) dove Jimmy esegue un ottimo groove, arricchito con i rulli.
La sua collaborazione prosegue con Alice Cooper nel disco dal vivo A Fistful of Alice, dove Jimmy prese, momentaneamente, il posto di Eric Singer.
Dave Mustaine rimase stupefatto dal suo drumming e lo convocò nei Megadeth per sostituire Nick Menza, che se ne andò a causa di un tumore, successivamente debellato. Esce così Risk, un album che ricevette diverse critiche (e venne anche definito il peggiore del gruppo californiano). La sua collaborazione viene riconfermata con The World Needs a Hero, album considerato leggermente superiore al precedente e che vede l'entrata del chitarrista (anch'egli ex Alice Cooper) Al Pitrelli al posto di Marty Friedman. Successivamente i Megadeth partono per un tour, documentato nel DVD e nel doppio CD Rude Awakening. Nel disco, Jimmy sfodera una bravura senza precedenti, reggendo bene il paragone con dei suoi illustri predecessori come Nick Menza e Gar Samuelson. Da ascoltare l'assolo di batteria, eseguito con un ottimo uso di doppia cassa ed esecuzioni pulite e precise delle dinamiche.
Con i Megadeth suonò la cover Never Say Die dei Black Sabbath nell'album tributo Nativity in Black II: A Tribute to Black Sabbath e ha partecipato alla manifestazione batteristica "Modern Drummer Festival" nel 2003.
Nell'estate 2012 parte in tour con i Dokken sostituendo il loro batterista storico Mick Brown, impegnato parallelamente con Ted Nugent.
Nel dicembre 2012 diventa il batteria dei Black Star Riders, band nata dalle ceneri dei Thin Lizzy. I Black Star Riders hanno pubblicato il loro primo album All Hell Breaks Loose nel maggio 2013.
Nel 2016 subentra nei Ratt al posto di Bobby Blotzer. Nel 2017 abbandona i Black Star Riders per svolgere a tempo pieno il ruolo di batterista nei Ratt.

## Discografia

### Con gli Y&T
- Contagious (1987)
- Yesterday & Today Live (1990)
- Ten (1990)
- Musically Incorrect (1995)
- Endangered Species (1998)

### Con i Megadeth
- Risk (1999)
- Capitol Punishment: The Megadeth Years (2000)
- The World Needs a Hero (2001)
- Rude Awakening (2002)
- Greatest Hits: Back to the Start (2004)
- Warchest (2007)
- Anthology: Set the World Afire (2008)

### Con i Black Star Riders
- All Hell Breaks Loose (2013)
- The Killer Instinct (2015)
- Heavy Fire (2017)

### Altri album
- Fiona - Squeeze (1992)
- Suicidal Tendencies - Suicidal for Life (1994)
- MD.45 - The Craving (1996)
- Alice Cooper - A Fistful of Alice (1997)
- A.N.I.M.A.L. - Poder Latino (1998)
- Dave Meniketti - On the Blue Side (1998)
- Stef Burns - Swamp Tea (1999)
- Lita Ford - Greatest Hits Live (2000)
- Killing Machine - Metalmorphosis (2006)
- Alice Cooper - Welcome 2 My Nightmare (2011)
- Dokken - Broken Bones (2012)

### Tribute album
- Nativity in Black II: A Tribute to Black Sabbath (2000)